# Piotr Vannovski

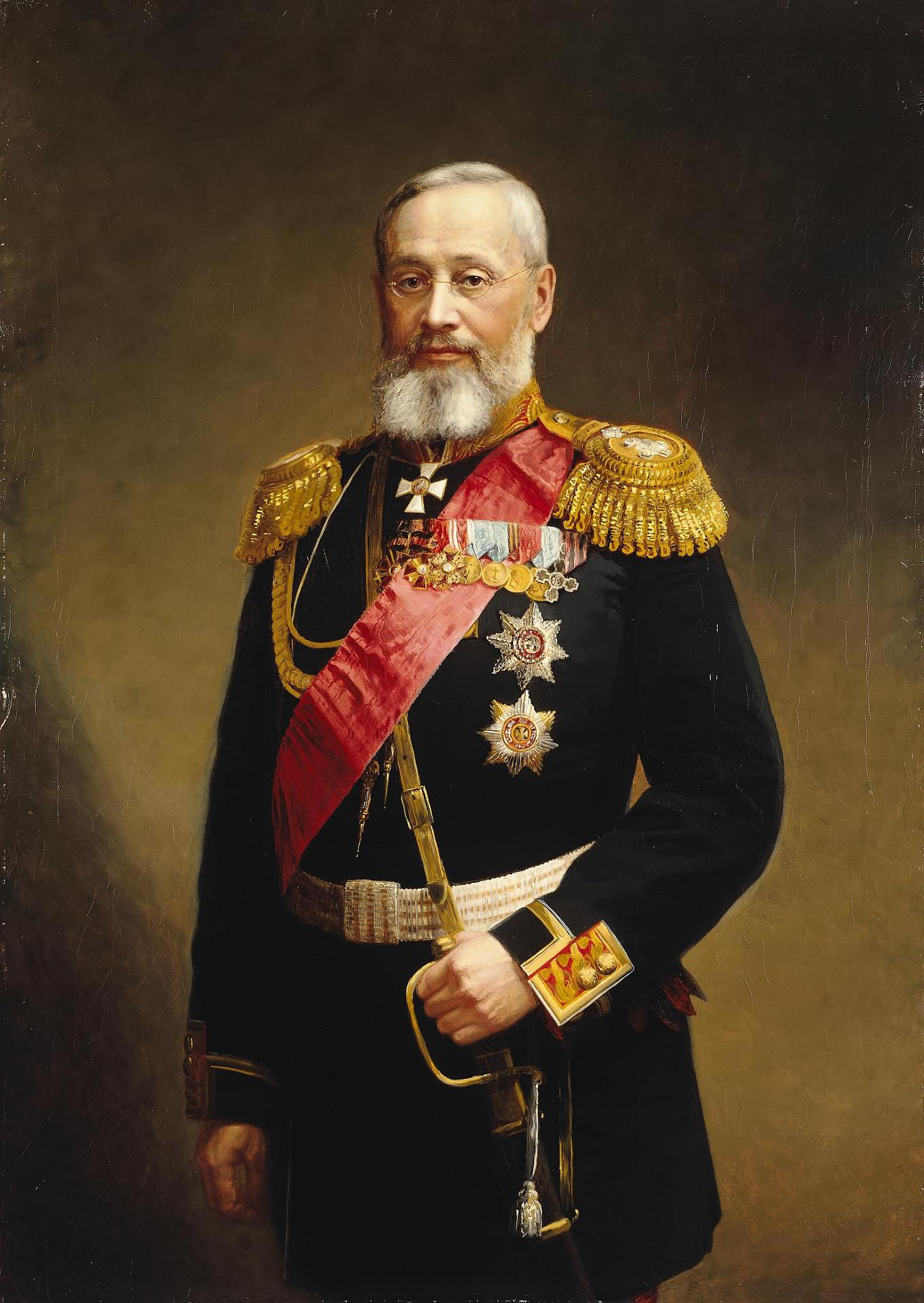
Piotr Vannovski (1822-1904)

Piotr Semiónovich Vannovski (en ruso: Пётр Семёнович Ванно́вский, Kiev, Imperio ruso, 24 de noviembre de 1822 - San Petersburgo, 17 de febrero de 1904), general y político ruso, ministro de la Guerra desde el 25 de mayo de 1882 al 1 de enero de 1898, ministro de la Instrucción pública del 24 de marzo de 1901 al 11 de abril de 1902.

## Biografía
Piotr Vannovski nació el 24 de noviembre de 1882 en Kiev (entonces Imperio ruso) en el seno de una familia noble procedente de la gubernia de Minsk. Estudió en la Escuela militar de cadetes de Moscú.

### Carrera militar
El 22 de julio de 1840 fue promovido a segundo teniente en un regimiento de infantería de la Guardia del Gran Ducado de Finlandia.
En 1854 fue ascendido al grado de capitán y recibió el mando de un batallón del regimiento Zamovski. Con ocasión de la toma de Silistria, tuvo un comportamiento heroico que le valió la Orden de San Vladimiro.
El 6 de abril de 1855 fue nombrado coronel, dirigiendo a partir de 1857 la escuela de tiro de los oficiales.
En 1861, como mayor general, Alejandro II le confía la dirección de la Escuela de Cadetes Paul de San Petersburgo. Como general teniente, en 1868 le fue asignado el mando de la 12.ª y la 33.ª divisiones de infantería.
En 1876 fue puesto a la cabeza del 12.º Cuerpo de Ejército y a la cabeza de sus hombres atravesó el río Prut en Ungheni el 14 de abril de 1877. El 23 de junio de 1877 atravesó el Danubio en Sminitsa. El 27 de junio de 1877 ejerció de jefe del estado mayor del ejército de Lom. Por su valor en el combate en la batalla de Trestenik (30 de noviembre de 1877), Alejandro II le nombró caballero de tercera clase de la Orden de San Jorge.
El 24 de febrero de 1878 se le confió a Vannovski el mando del Cuerpo de Ejército de Oriente. Ese mismo año, Alejandro II le ascendió al grado de general le nombró ayuda de campo del zar. El 26 de febrero de 1880 fue admitido en el estado mayor general, aún conservando sus funciones al mando del 12.º Cuerpo de Ejército.
El 15 de mayo de 1883, Alejandro II le promovió a general de infantería.

### Carrera política
El 22 de mayo de 1882 fue nombrado ministro de la Guerra, cargo que conservó hasta el 1 de enero de 1898.
El 14 de marzo de 1901, bajo el reinado de Nicolás II, el general Vannovski fue elegido ministro de la Instrucción pública, cargo que conservó hasta el 11 de abril de 1902.

## Condecoraciones
- Caballero de la Orden de San Andrés.
- Caballero de la Orden de San Alejandro Nevski.
- Caballero de la Orden del Águila Blanca.
- Caballero de tercera clase de la Orden de San Jorge.
- Caballero de primera clase de la Orden de San Vladimiro.
- Caballero de primera clase de la Orden de Santa Ana.
- Caballero de primera clase de la Orden de San Estanislao.